# グロム級駆逐艦
グロム級駆逐艦（ポーランド語:Niszczyciel typu Gromニシュチーチェル・トィープ・グローム）は、ポーランド海軍がイギリスより購入した駆逐艦（Niszczyciel）である。その艦級は、ポーランド語で「雷」や「雷鳴」を意味する1番艦の艦名に由来する。

## 建造までの経緯
本型の建造を依頼されたイギリスは基本設計をイギリス海軍で整備されている駆逐艦の設計図をそのまま流用する事ができなかった。前級の「ブルザ級駆逐艦」はフランス海軍では既存の大型駆逐艦が基になっていたために設計は容易であったが、イギリスではこの時期大型駆逐艦を持っていなかったからである。
この頃、日本・フランス・ドイツでは主砲に5～6インチクラスの砲を5～6門以上積み、排水量が2千トン級で速力37ノットオーバーの強力な駆逐艦を多数整備しており、イギリス海軍の駆逐艦を質で圧倒していたのである。そのため、対抗手段としてイギリスにはこれらを相手にした場合に火力で優位に立てる大型駆逐艦を整備しようとしていたのである。
そこへ舞い込んだポーランド海軍からの建造依頼はイギリス海軍にとって渡りに船で、日本海軍の金剛型以来、久しぶりにイギリスは持てるだけの技術を詰め込んで大型駆逐艦を造り上げた。そのため、本級の艦形は後にイギリス海軍が造るトライバル級大型駆逐艦に酷似したデザインとなっている。

## 艦形について
船体形状は典型的な船首楼型船体で艦首から12cm(50口径)単装砲架で1基、甲板一段分上がって連装砲架で1基、箱型の艦橋後部には単脚檣、その背後に集合煙突が一本と魚雷発射管を前後に挟むように4cm(56口径)連装機関砲が1基ずつの計2基。そこから甲板一段分上がって後檣の後部後ろ向きで12cm(50口径)連装砲架が背負い式で2基ずつの順である。

### 備砲について

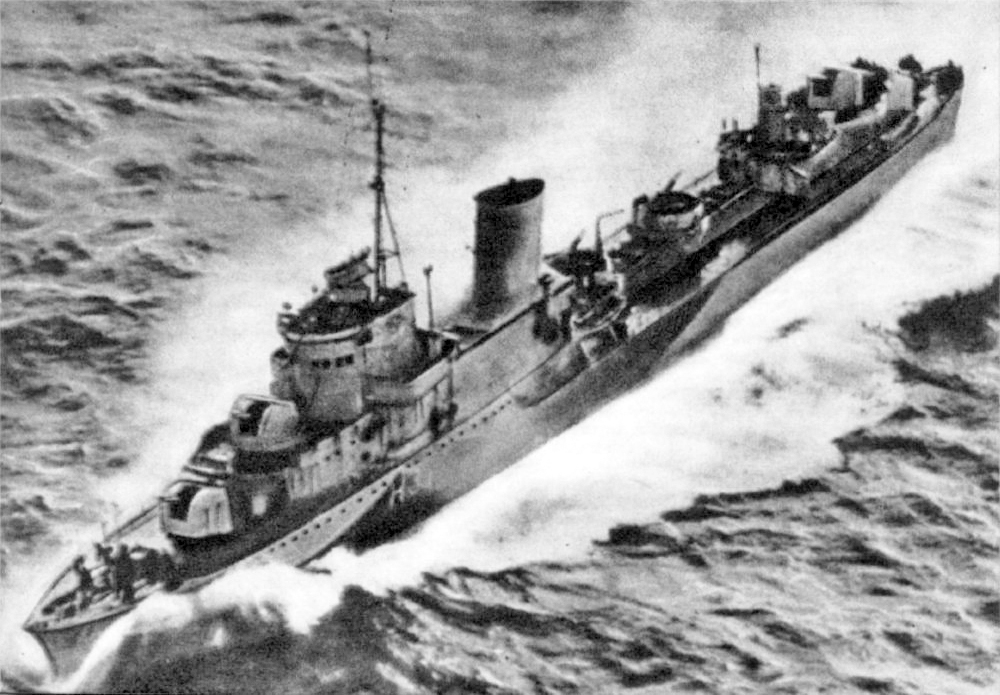
主砲換装後のブリスカヴィカ。

本艦の主砲はスウェーデンの兵器メーカーボフォース社が作成したボフォース 12cm(50口径)砲である。この砲は毎分10発を発射でき、重量41kgの砲弾を仰角30度で最大射程は21,300 mまで届かせることができた。その搭載方法は1番砲のみ単装砲架で、2番～4番砲までが連装砲架となっている。軽い単装砲ではなく重い連装砲架を高所に置いたのは、波の荒い大西洋で少しでも有力な門数を波浪の受けにくい高所に配置するためであろう。
その他備砲は対空火力としてイギリス海軍で採用されていたポンポン砲ではなく主砲と同じくボフォース社製のボフォース 4cm（56口径）機関砲を連装砲架で2基ずつ搭載した。他に近接対空火器として、オチキス社のオチキス13.2mm（76口径）機関銃を連装砲架で4基、水雷兵装として53.3cm三連装魚雷発射管を2基装備した。

### 機関について
ボイラーはイギリス海軍式重油専焼缶3基にパーソンズ式ギヤード・タービン2基2軸推進で最大出力54,000hp、速力39ノットを発揮した。速力15ノットで航続距離は3,000海里と計算された。

### 就役後の改装
第二次世界大戦直前にペキン作戦にてイギリスへと脱出したグロム級2隻であったが、主にバルト海で活動することを目的に設計されていたため復元性に問題があった。その為、大西洋でも活動できるよう復元性の改善工事が行われ、探照灯台や一部搭載艇を撤去し、後部魚雷発射管を撤去した代わりに10.2センチ単装高角砲を1基搭載した。その後1940年5月にグロムは沈没したが、ブリスカヴィカは1941年12月に改装工事をうけた。この際、全主砲をイギリス製10.2センチ連装高角砲4基に換装し、後部魚雷発射管を再装備した。また、13.2mm機関銃を全て撤去して20mm単装機銃4基を装備している。以後も、イギリス製レーダーの増備や前部魚雷発射管撤去、測定儀を高射指揮装置へ換装、爆雷投射機の増備などが行われた。

## 同型艦
- グロム

1937年5月11日竣工。1940年5月4日、ナルヴィク沖でドイツ空軍He111爆撃機の攻撃により沈没。
- ブリスカヴィカ

1937年11月25日竣工。終戦時残存。その後ポーランド共産政府海軍に戻り、1976年5月1日から記念艦として展示。